# 勇莽號戰艦
《勇莽號戰艦被拖往最後泊位拆解，1838年》（英語：The Fighting Temeraire, tugged to her last berth to be broken up, 1838）是英國藝術家威廉·透纳於1838年創作的一幅油畫，並於1839年在皇家艺术学院展出。
這幅畫描繪了擁有98門火炮的皇家海軍勇莽號，這艘戰艦是參與特拉法加海戰的最後幾艘二級戰列艦之一，於1838年被一艘明輪拖船沿泰晤士河拖往位於羅瑟希德的最後泊位，準備拆解為廢鐵。
該畫現收藏於倫敦國家美術館，為1851年作為透納遺贈的一部分捐贈給國家。2005年，在BBC廣播四台的《今日》節目舉辦的一項民意調查中，該畫被選為「英國最受喜愛的畫作」。 2020年，該畫與藝術家1799年的自畫像一同出現在新版的20英鎊紙幣上。

## 背景
當透納創作這幅畫時，他正處於事業高峰，已在皇家藝術學院展出達40年。 他以充滿氛圍感的畫風聞名，經常探討天氣、海洋與光線變化等主題。他大部分時間都住在泰晤士河附近，創作了大量以船隻與河岸景觀為題的水彩畫與油畫。透納經常繪製小型速寫，並於工作室內完成大型作品。
目前學術界普遍認為，無法確定透納是否親眼目睹「勇莽號」被拖行的場景，儘管有幾份早期記載聲稱他曾從河岸多處觀察此事。
他在畫中經常使用大量的藝術誇張與象徵手法，這在當時觀眾中產生了強烈共鳴。 英國參與拿破崙戰爭期間，透納時年28歲，他具有強烈的愛國情懷。「勇莽號」因在特拉法加海戰中表現英勇而聞名，其後被海軍部出售的消息也引起媒體廣泛報導，這可能促使透納以此為題材創作。 畫中並未讓「勇莽號」懸掛联合王国国旗，而是讓拖船懸掛白旗，象徵該艦已被出售給私人公司。

## 象徵意義

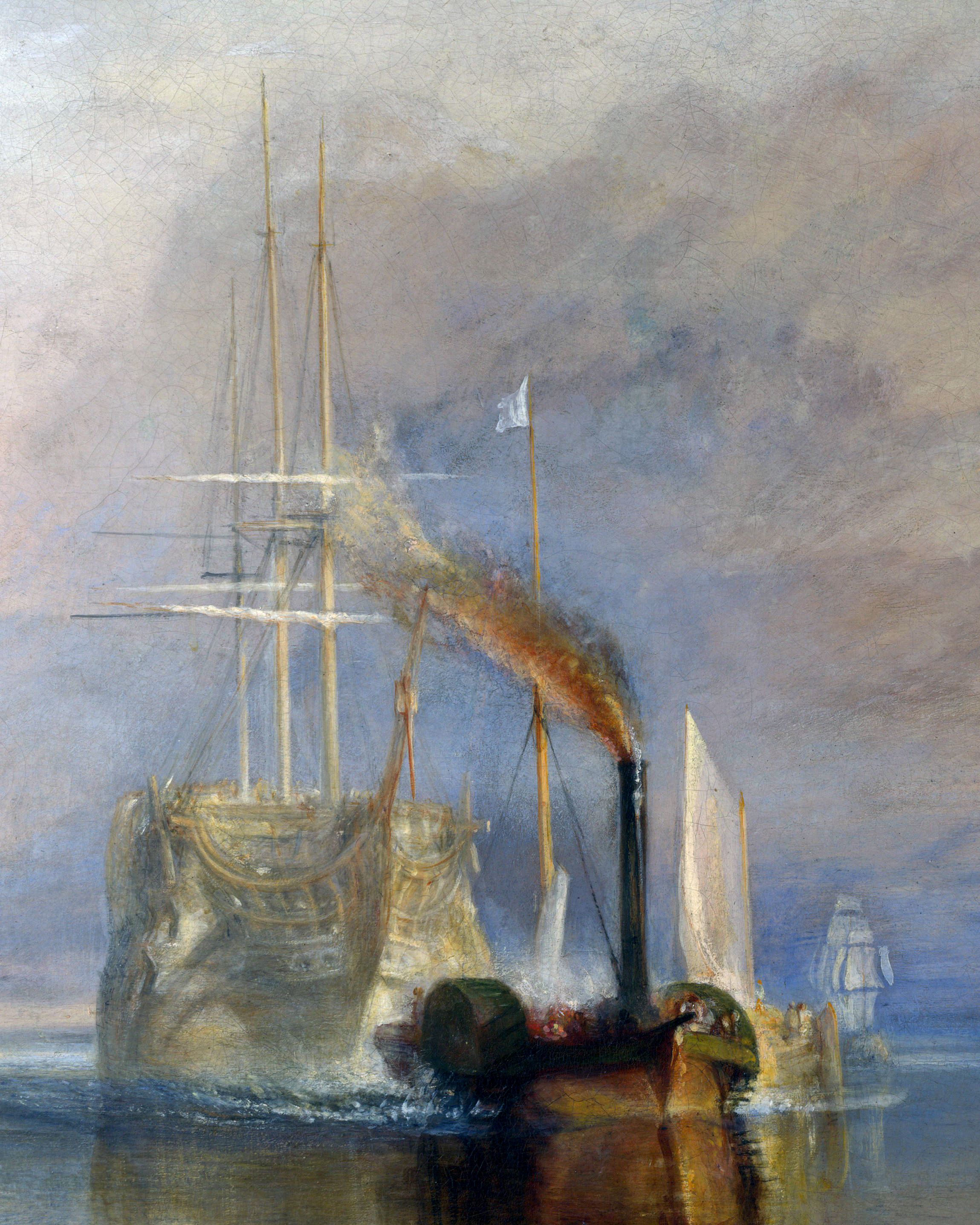
老戰艦與拖船的細節

這幅畫的構圖不尋常，畫中最重要的主體「老戰艦」被安排在畫面偏左的位置，在藍天與晨霧交織而成的三角形背景中，以莊嚴壯麗、近乎幽靈般的色彩矗立，營造出強烈的視覺對比。這艘戰艦的宏偉與美感，與一旁骯髒、熏黑、煙囪高聳、攪動著河面寧靜水域的拖船形成對照。
畫面中的藍色三角形構圖，又包裹著另一組由桅杆船隻組成的三角形陣列，這些船隻隨距離遠近逐漸縮小。勇莽號與拖船方才通過一艘小型帆船，其斜桁帆幾乎在無風中無力下垂。更遠處是一艘方帆船，帆具全開，輕盈飄浮於水面。再往下游，一艘小船以白色亮點點綴河面。在更遠的地方，一艘三桅杆帆船停泊於錨地。在畫面與勇莽號相對的一側，與主桅與畫框的距離對稱處，一輪夕陽緩緩沉落於河口之上，金紅色的光芒穿透雲層，映照在水面上。雲層的紅光在河面形成倒影，與拖船的煙霧色彩彼此呼應。這一描繪象徵著『時代的終結』，風帆時代正被蒸汽動力取而代之。
在勇莽號的後方，一彎新月灑下銀白色光束，映照於河面，象徵著工業時代的開端。 英勇與榮耀的消逝是這幅畫的核心主題。部分評論認為，畫中的戰艦也象徵透納本人：擁有輝煌過去，如今則面對自身生命與藝術生涯的終點。透納曾表示，這是他最鍾愛的畫作。
亨利·紐博特爵士後來為這一場景創作了詩作〈戰鬥中的勇莽號〉，詩中寫道：「她正順流而下，逐漸淡出視野；但在英格蘭的頌歌中，她將永遠是戰鬥中的勇莽號。」
藝術史學家馬特·威爾遜（Matt Wilson）則提出與傳統詮釋相異的觀點。他認為透納並非在懷念過去的帆船時代，而是在頌揚現代性，並強調即使在各種人類工業創造中，也能找到美感：
從《戰鬥中的勇莽號》中最重要的啟示，是關於透納的態度與眼界。此作體現他對於新事物的無畏，也拒絕受限於傳統藝術價值。他致力於探索現代經驗的壯麗與美感，決意擺脫過去，《戰鬥中的勇莽號》正完美展現了這一點。這些品質，正是他對現代藝術最深遠的遺產。

## 藝術加工

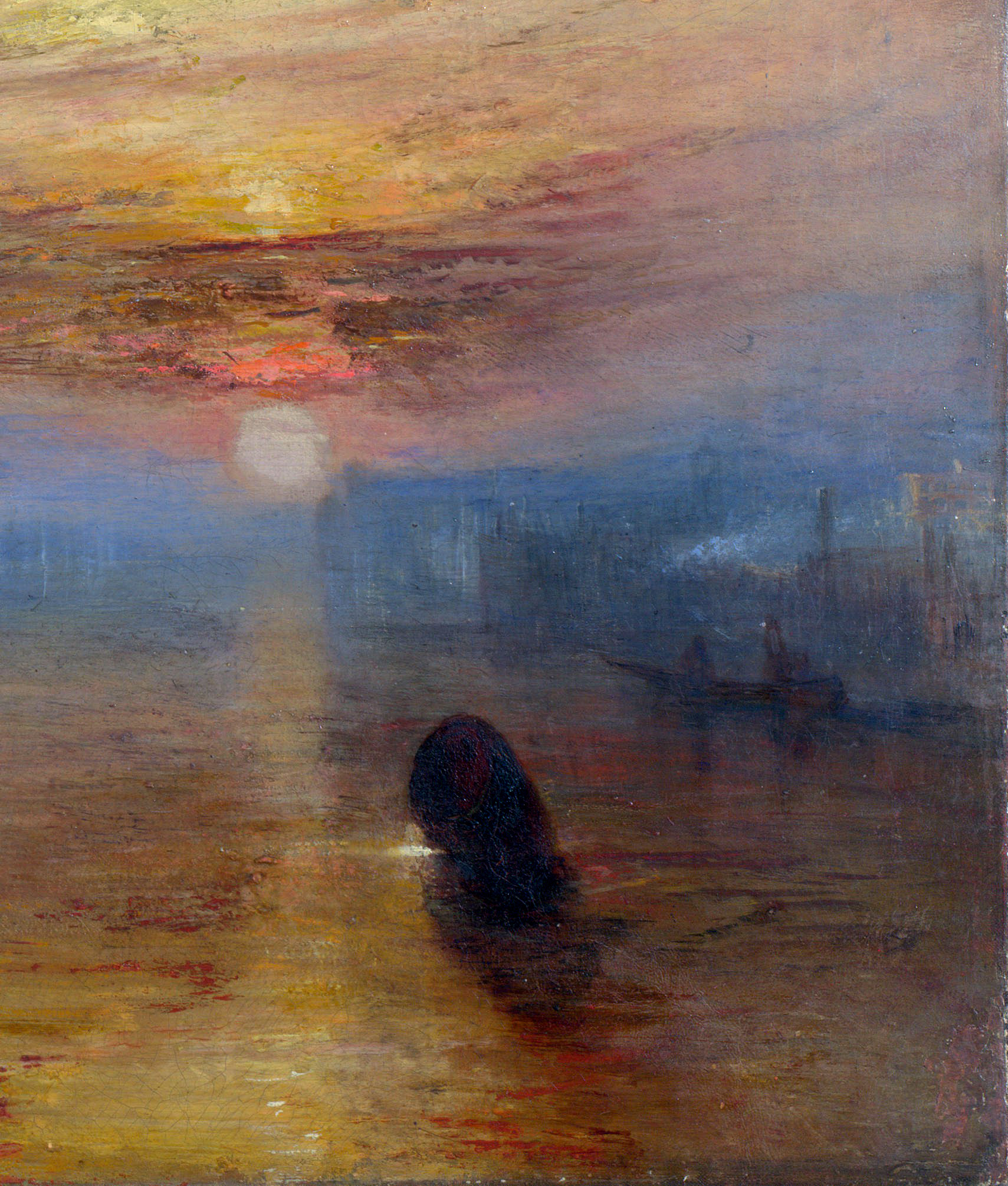
右下角細節

透納在這幅畫中進行了一定程度的藝術加工。該艦在海軍中實際上的暱稱是「Saucy Temeraire」，而非畫名所用的「Fighting Temeraire」。
在售予拆船商約翰·比特森（John Beatson）之前，勇莽號曾停泊於希爾內斯船塢，隨後被移至其位於羅瑟希德的碼頭。當時該地屬於薩里郡，今日則劃歸南華克倫敦自治市。根據比特森的兄弟威廉·比特森所繪，並轉製為石版畫的「現場寫實素描」顯示，在出售與拖運前，勇莽號的桅杆與帆具均已拆除。所有火砲、錨及其餘艦上設備亦已移除，由皇家海軍回收作為備用品。
此外，畫中僅見一艘拖船，但實際上勇莽號當時是由兩艘拖船牽引。 拖行方向亦與史實不符：畫中夕陽位於艦尾（即畫面右側、西方），但泰晤士河河口實際上位於東方。 畫中拖曳勇莽號的其中一艘拖船，據考是威廉·華特金斯公司旗下的「君主號」（Monarch）。

## 繪畫歷史
1839年，此畫於皇家藝術學院夏季展覽中首度亮相，隨即廣受讚譽。《旁觀者》雜誌讚其為「描繪英國堡壘之一最後時光的壯麗畫面」。 小說家威廉·梅克比斯·薩克萊以筆名「米高安傑羅·提特馬殊閣下」在《弗雷澤雜誌》撰寫書信體藝術評論，平時以諷刺口吻見長，但在評論此畫時卻罕見地改以莊重語氣，稱其為「任何學院展牆或畫家畫架上皆罕見的壯麗畫作」。
透納展出本作時，特地附上一段改寫自托馬斯·坎貝爾詩作《英格蘭的水手們》（Ye Mariners of England）的詩句：
那面曾經迎戰狂風與砲火的旗幟，  

如今已不再屬於她。
透納長期將此畫收藏於自己的畫室中，該空間同時也是他展示與銷售畫作之處。1844年，他曾將畫作借給出版商J·霍加斯（J. Hogarth）用於雕版複製展覽，但不久後便草擬一封回信，明確表達：「再無金錢或情誼能使我再次出借我最鍾愛的作品。」霍加斯隨後委託詹姆斯·蒂比茨·威爾摩爾製作的鋼版畫於1845年出版，成為後續各種版本複製品的濫觴。約在1848年，透納拒絕一筆據稱高達5,000英鎊的購畫報價，對方甚至開出「空白支票」。然而，透納當時已相當富裕，且早已決意將此畫遺贈國家。

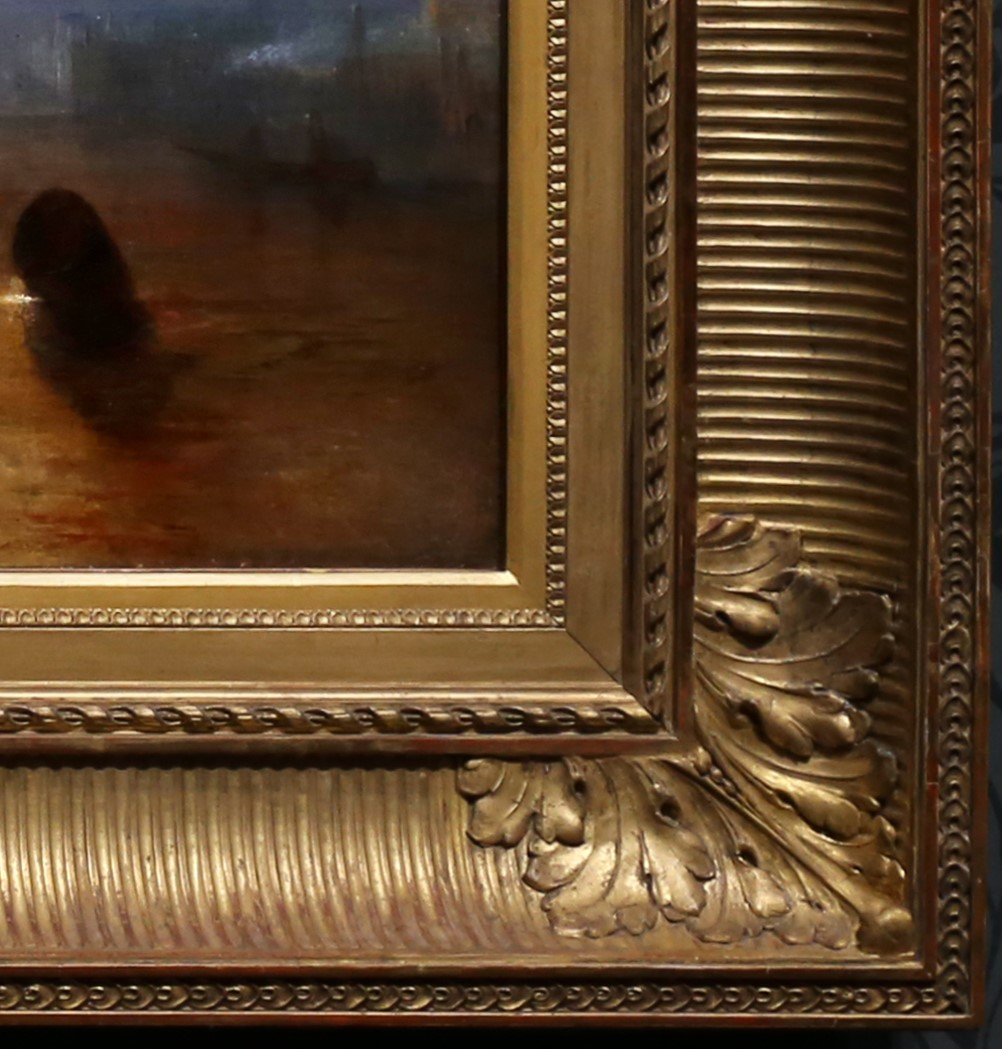
畫框細節

這幅畫顯然經常展出於透納的畫室內，多位來訪者曾留下見畫的紀錄。 透納生前即有意將其畫作捐贈國家，但其遺囑條款含糊，引發家屬爭訟，直至1856年法院判決後才得以解決。屆時，《戰鬥中的特米雷爾號》連同大批畫作正式歸入國家美術館典藏。1897年，泰特不列颠美术馆成立後，大部分「透納遺贈」轉交該館，惟此畫仍保留於國家美術館。1910至1914年、1960至1961年，以及1987年克洛爾畫廊啟用期間，畫作曾短暫移展至泰特美術館。1947至1948年，它也曾參與歐洲巡展，包括阿姆斯特丹、伯恩、巴黎、布魯塞爾與列日，最終於威尼斯雙年展結束展期。1952年則曾在開普敦展出。
畫作至今仍維持「極為良好狀態」，僅因清漆輕微變色而略影觀感。除1945年進行表面清潔與1963年加襯布處理外，未接受其他修復措施。X光檢測顯示，透納使用了一塊他曾開始繪製另一幅海景畫的畫布；原畫中帆船帆具的所在位置，恰與此畫拖船的上層結構對應。

## 在流行文化與貨幣上的影響
2012年，《勇莽號戰艦》出現在詹姆士·龐德系列電影《007：空降危機》中，象徵主角龐德在軍情六處中的年資與逐漸被時代取代的地位。
2020-02，英格蘭銀行發行新版高分子英格蘭銀行20英鎊紙幣，紙鈔正面圖案為透納約1799年的自畫像，背景則為《勇莽號戰艦。 紙鈔同時印有透納1818年演講中所言的名句「光即色彩」（"Light is therefore colour"），以及其遺囑簽名的複製。
此外，此畫亦為2020年任天堂遊戲《集合啦！動物森友會》中「發光的名畫」的靈感來源。

### 引用
1. ↑  Willis. . : 266.
2. ↑  Willis. . : 268.
3. ↑  . 國家美術館.   [2018-01-06]. （原始内容存档于2021-07-11）.
4. ↑  Egerton, 310–314
5. ↑  Moyle, 383
6. ↑  Morgan, Matthew. . Youtube. The National Gallery. 2016年3月18日  [20210-3-13]. （原始内容存档于2023-03-30）. （17:19至19:57）
7. ↑  Life of Turner, vol.2, Thornbury, 頁335-336。
8. ↑  Famous Fighters of the Fleet, Edward Fraser, 1904年，第214頁。
9. ↑  Egerton, 頁310–314。
10. ↑  Moyle, 頁383。
11. ↑  Egerton, 頁309–310，內引309。
12. ↑  Fox, Abram. . Smarthistory. 2015年8月9日  [2022年4月12日]. （原始内容存档于2025年3月15日）.
13. ↑  Venning, B (2003) 《Turner》，第241頁。
14. ↑  Langmuir，第326頁。
15. ↑  Wilton，第212頁；引自 Hawes，第34–38頁。
16. ↑  Wilson, Matt. . BBC Culture. 2025-04-17  [2025-04-20]. （原始内容存档于2025-07-05）.
17. ↑  Reynolds, Nigel. . 每日電訊報. 2005-09-06  [2025-07-14]. （原始内容存档于2025-01-13）.
18. ↑  Egerton，第309頁。
19. 1 2  . William Turner, Painter of Light.   [2012年2月8日]. （原始内容存档于2009年1月1日）.
20. ↑  Egerton，第308–309頁。
21. ↑  Hawes，第24頁。
22. ↑  Hawes 註：「畫中場景可能位於『萊姆屋河道』（Lime House Reach），靠近格林威治與羅瑟希德，該段河流短暫朝南彎曲；這是泰晤士河上唯一一段在9月夕陽會出現在船隻右側的區域，雖仍與畫面呈現不符。」Hawes，第43頁，腳註6。然而由於透納並未親自觀察該航程，此爭議對作品的詮釋影響有限。
23. ↑  Mitchell, WH; Sawyer, LA.  Second. London, New York, Hamburg, Hong Kong: Lloyd's of London Press Ltd. 1990: 231. ISBN 1-85044-275-4.
24. ↑  Egerton，第313頁，1839-05-11版。
25. ↑  Egerton，第313頁，1839年6月期。
26. ↑  Adkin. . : 310.
27. ↑  Willis. . : 274.
28. 1 2 3  Egerton，第306頁。
29. 1 2  Egerton，第314頁。
30. ↑  Warrell, Ian. . Apollo Magazine. 2020-03-12  [2022-11-22]. （原始内容存档于2024-11-09） （美国英语）.
31. ↑  Collinson, Patrick. . 衛報. 2020-02-20  [2020-02-22]. （原始内容存档于2020-11-19）.
32. ↑  . www.bankofengland.co.uk.   [2025-07-14]. （原始内容存档于2021-07-06） （英语）.
33. ↑  . Polygon. 2021-11-08  [2025-07-14]. （原始内容存档于2025-06-23）.

### 書籍
- Adkin, Mark. . London: Aurum Press. 2007. ISBN 978-1-84513-018-3.
- Egerton, Judy (1998). National Gallery Catalogues (new series): The British School. ISBN 1857091701.
- Hawes, Louis (1972). "Turner's Fighting Temeraire". Art Quarterly, XXXV, pp. 22–48.
- Langmuir, Erica (1997).  The National Gallery companion guide (revised edition). London:  National Gallery. ISBN 185709218X.
- Moyle, Franny. . Penguin. 2016. ISBN 978-0735220928.
- Willis, Sam. . London: Quercus. 2010. ISBN 978-1-84916-261-6.
- Wilton, Andrew (1979). J.M.W. Turner: His Art and Life. Tabard Press. ISBN 0-914427-01-6.
- The Oxford Companion to J.M.W. Turner (Evelyn Joll, Martin Butlin, and Luke Hermann, editors), pp. 106–07.  New York:  Oxford University Press, 2001.  ISBN 0 19 860025 9.

## 外部連結
- The Fighting Temeraire Analysis and Critical Reception
- BBC 'In our time' podcast, November 2016
- Lecture on The Fighting Temeraire by Matthew Morgan – National Gallery Lunchtime Talk
- Smarthistory article on The Fighting Temeraire, August 2015